# Ceratinopsis sutoris
Ceratinopsis sutoris là một loài nhện trong họ Linyphiidae.
Loài này thuộc chi Ceratinopsis. Ceratinopsis sutoris được Bishop & Crosby miêu tả năm 1930.